# Nouvel Odéon
Le Nouvel Odéon, anciennement Le Racine Odéon, est une salle de cinéma située au 6 rue de l'École-de-Médecine, dans le 6e arrondissement de Paris. Gérée par la société de distribution cinématographique Haut et Court, elle est classée Art et Essai.

## Historique
Le Racine-Odéon, avant de devenir un cinéma, fut d'abord un hôtel particulier au XVIIe siècle, puis un magasin d'instruments chirurgicaux, en raison de sa localisation en face de l'ancienne Académie royale de chirurgie.
Au troisième trimestre 2010 d'importants travaux sont réalisés afin de moderniser l'ensemble de la salle qui passe de 175 à 120 places. La salle prend son nouveau nom de Nouvel Odéon et rouvre ses portes le 17 novembre 2010. L'aménagement intérieur a été confié à Matali Crasset.